# Półwysep Piagina
Półwysep Piagina (ros. полуостров Пьягина) – półwysep w azjatyckiej części Rosji, w obwodzie magadańskim.
Leży nad Morzem Ochockim, ogranicza od południowego zachodu Zatokę Szelichowa; długość około 75 km; powierzchnia zabagniona, w północnej części nizinna, w południowej górzysta (wysokość do 1156 m n.p.m.); na południowo-wschodnim krańcu leży przylądek Tołstoj.
Znajduje się tu jedna z części Rezerwatu Magadańskiego.